# 塔伯納克爾
塔伯納克爾（Tabernacle）是加勒比海島國聖基茨和尼維斯聖基茨島東北海岸上的一個城鎮，行政上由圣约翰卡皮斯特尔区（第二大城鎮）管辖，2012年人口1,028人。
塔伯纳克尔是第三任圣基茨和尼维斯总理蒂莫西·哈里斯的出生地。